# Through the Eyes of the Dead
Through the Eyes of the Dead est un groupe de death metal et metalcore américain, originaire de Florence, en Caroline du Sud. Il commence par jouer du deathcore avant d'évoluer au fil des albums vers un Death metal plus traditionnel.

## Biographie
Through the Eyes of the Dead est formé à Florence (Caroline du Sud), et met en avant des éléments de death metal dans son style. Il est formé par Justin Longshore en 2003 après la séparation de son précédent groupe, Tell Her I Said Goodbye. Après un EP avec Lovelost Records, ils publient leur premier album, Bloodlust, en 2005 avec Prosthetic Records. Peu avant, tous les membres excepté Longshore et Gunnells quittent le groupe car ils n'étaient pas prêts à partir en tournée. Parmi les influences du groupe, on peut noter Morbid Angel, At the Gates, et surtout Cannibal Corpse dont l'un des morceaux (Staring Through the Eyes of the Dead) a inspiré son nom au groupe.
Ils font des tournées avec As I Lay Dying, In Flames, Trivium, Gwar, The Chariot, Cannibal Corpse, The Black Dahlia Murder, Horse the Band, It Dies Today, Unearth, Killswitch Engage, Terror, et Behemoth en 2006 au Sounds of the Underground. Le groupe sort trois albums avec Prosthetic Records, Bloodlust en 2005, Malice, en août 2007, et Skepsis début 2010. Le premier jour de l'enregistrement de l'album Malice, Anthony Gunnells est mis hors du groupe car il manquait d'expérience. Il est remplacé par l'ex-chanteur de Premonitions of War et Deadwater Drowning, Nate Johnson. Des rumeurs disent que Gunnells est un « alcoolique frustré », ce qu'il n'a jamais vraiment nié. Peu avant la sortie américaine de Malice, le groupe tourne un clip vidéo pour Failure in the Flesh avec le réalisateur David Brodsky dans une clinique psychiatrique désaffectée. La vidéo est une des plus souvent diffusée sur la chaine MTV2, dans l'émission Headbangers Ball en 2007, et est choisie comme la septième meilleure vidéo de l'année. Elle atteint le Top 10 à la VOD musicale pendant presque six mois.
Après cinq ans de production, le groupe annonce la sortie d'un single en décembre 2015.

## Membres

### Membres actuels
- Justin Longshore – guitare (depuis 2003)
- Jake Ososkie – basse (depuis 2005)
- Danny Rodriguez – chant (depuis 2008)
- Michael Ranne – batterie (depuis 2008)
- Steven Funderburk – guitare (depuis 2016)

### Anciens membres
- Jeff Springs – basse (2003–2005)
- Dayton Cantley – batterie (2003–2005)
- Anthony Gunnells – chant (2003–2007)
- Richard Turbeville – guitare (2003–2004, 2007–2008)
- Chris Anderson – guitare (2004–2007)
- Josh Kulick – batterie (2005–2008)
- Nate Johnson – chant (2007)
- Chris Henckel – guitare (2008–2010)

### Membres de tournée
- Jerry Stovall – batterie (2005)
- Lou Tanuis – chant (2007)
- Hector De Santiago – batterie (2007)
- Steven Funderburk – guitare (2014)

## Discographie
- 2005 : Bloodlust
- 2007 : Malice
- 2010 : Skepsis
- 2017 : Disomus